# 邯郸道

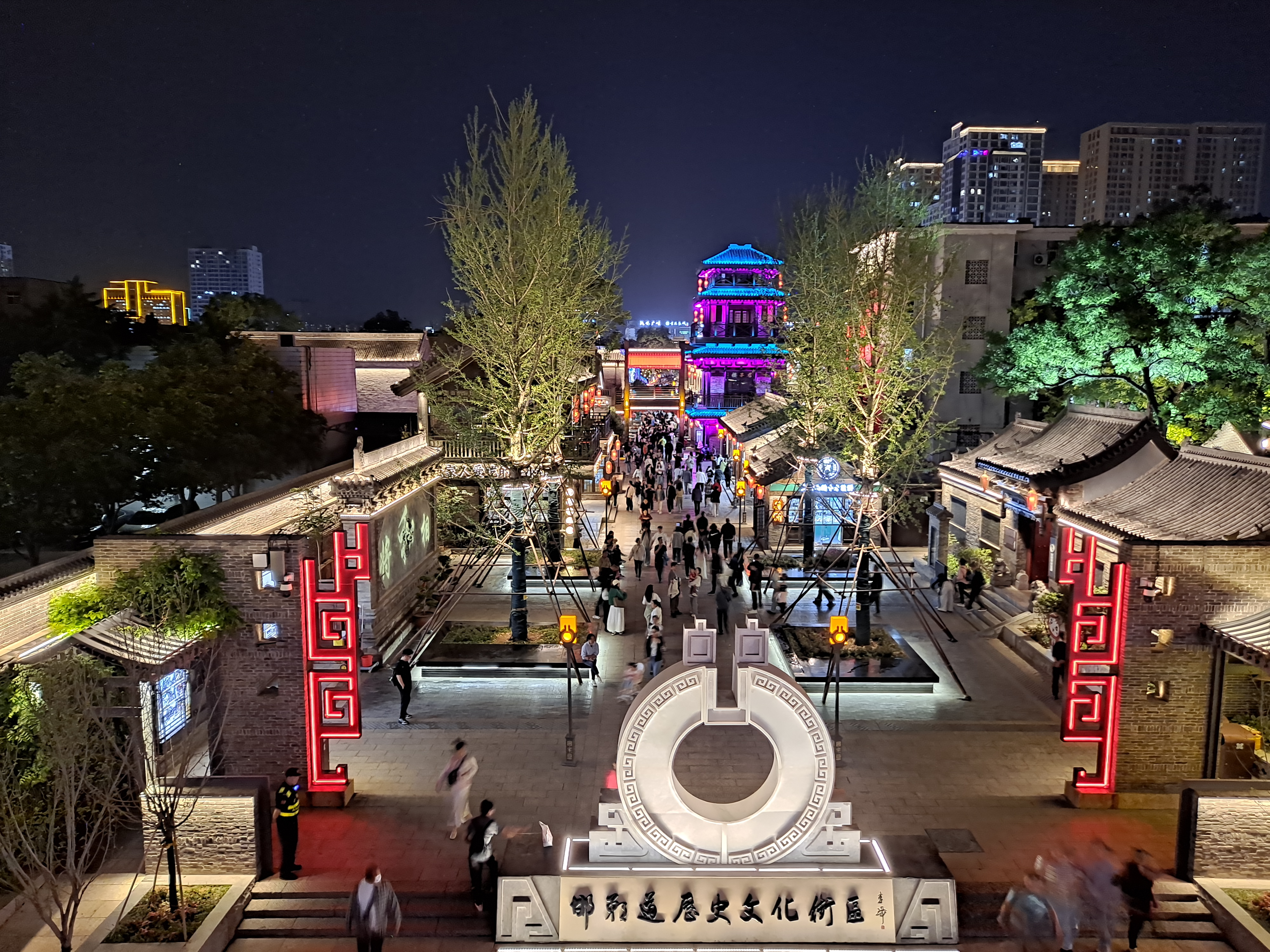
邯郸道历史文化街区

邯郸道历史文化街区简称邯郸道，是中国河北古都邯郸市主城区的一条上至战国下至明清时期的中心大道，位于今邯郸市丛台区城内中街正中心的繁华地带。这里沿袭了历史建筑的风格，还有众多历史遗址，是邯郸城最古老的街道之一，也是邯郸历史文化的重要载体。
邯郸道南起斜街口、北到观音阁，全长2200米，历朝历代这里沿街店铺立林，商贸繁荣。原住民集中，居住用地占全部面积的48%。根据考古勘探表明发现，在地下约十米处，有战国到两汉时期的文化层，还出土大石磙十二件、方石板多块，汉代砖瓦碎片，可以证明二千多年前这就是一条横穿古城南北的街道。唐代这条街又与邯郸故城外的古“邯郸道”连接；清末时慈禧太后和光绪帝从西安回銮北京时，这条街又称为“御道”。
老城街见证了邯郸市两千多年的历史，不仅遍布着从战国时期到近现代的文物和建筑遗址，街道两侧还反映冀南地区具有乡土建筑特色的民居，例如：回车巷、学步桥和秦始皇出生地的朱家巷、明代的张国彦宗庙、清代的冀南地区最大的书院—邯山书院和慈禧太后和光绪帝居住过的慈禧行宫，清末民初邯郸进士王琴堂故居和实业家王铭鼎故居，邯郸市最早的天主教堂，抗战和第二次国共内战时期的河北银行旧址和中共邯郸市委第一个办公地；在城外的“邯郸道”和“御道”上有黄粱梦吕仙祠、玄武大帝庙和中国名梦馆等。由于历史的变迁和战火的破坏、自然灾害的侵蚀，再加上当地人对房屋的翻盖和翻修，保留下来的明清历史建筑不足全部建筑面积的五分之一。
2013年，邯郸市为了弘扬古赵文化，在最大限度地保留老街原始风貌的基础上，正式启动文化旅游步行街项目，命名串城街或称文化一条街、仿古一条街，仅仅是开发北街，即人民路到丛台路段。2016年，勒泰商业地产接手该项目，更名为串城街·勒泰城，将此地打造为集购物、餐饮、娱乐、文化旅游、办公、假日酒店、住宅等于一体，用传承邯郸历史文化的仿古建筑群落。而由于南街历史遗迹众多，不适合大的工程项目，只能进一步加大保护力度，做到修旧如旧。

## 历史

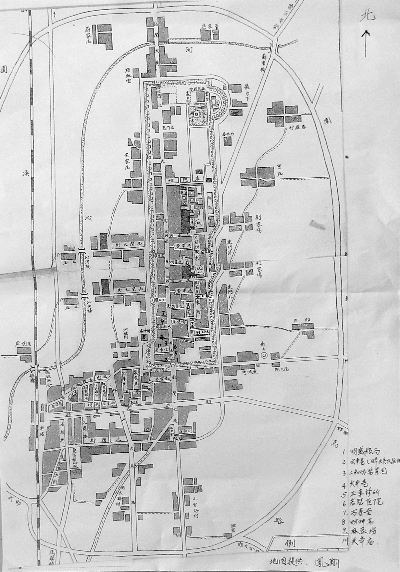
邯郸道及老城区示意图

早在战国时期，这里就是赵国国都，在今城内中街修建了一条南起城南街，北至学步桥，全长1760米的长街。此地居住了许多赵国的文臣武将，例如：赵国上卿蔺相如曾在此处为大将廉颇回车让路，故而有回车巷此地。根据《史记》记载和考古发现，邯郸道内的朱家巷就是秦始皇诞生地，此后秦始皇在这里居住多年。邯郸道商铺林立，商贾云集，车水马龙，热闹非凡，有“客从长安来，驰马邯郸道”一说，后几经毁于战火，又数次修建，一直保持到明清时期。清末八国联军侵华，慈禧逃往西安，议和后慈禧从西安回銮，曾驻跸邯郸道，修建邯郸行宫。外国传教士也在此地建立了邯郸市境内第一座天主教堂。随着社会和经济的发展，邯郸道供水供电设施跟不上，逐步落后。20世纪90年代，邯郸道沦落成了邯郸市市中心一条老旧小街，居住拥挤，设施老化，环境不堪、建筑陈旧，仅存少量清末民初的建筑。从现遗存的部分民居建筑院落、门楼、影壁、额坊、石刻等建筑构件中仍然能看出地方民俗建筑的特色和历史文化的灵气，也还保留有邯郸原住民生活习俗和民风。

## 布局

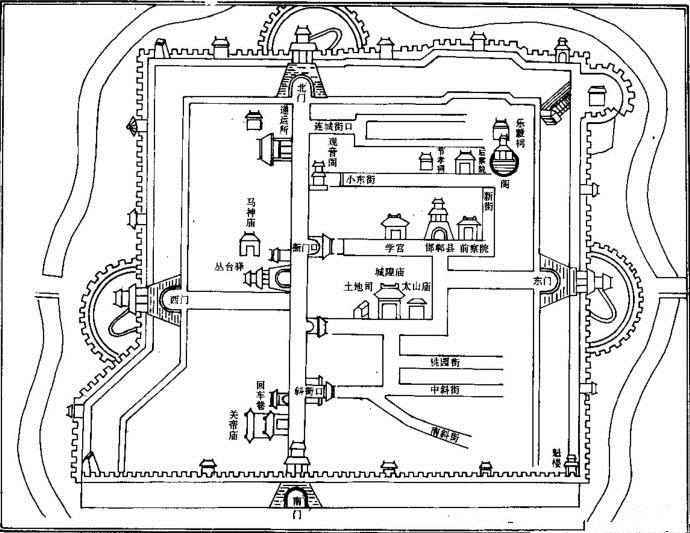
根据明代《嘉靖广平府志》所刊载的，嘉靖年间（1522年—1566年）邯郸城主城区的容貌，可以看到南门和北门之间的就是邯郸道。

邯郸道位于南北长东西窄的邯郸老城南门和北门之间，有南街和北街之分。南街从土山街往北到今人民路，北街从今人民路往北到学步桥。
在今邯郸市南关街附近就是原来的老城南门，从南门往北走，路东第一家就是有着上百年历史的老字号—“明盛粮局”。明盛粮局创始人是袁聪和袁西兄弟两人，由于他二人，经营有道，还乐善布施，闻名城里四关，周边各县。从此再往北走，距南门八十米地方，路西有一条长巷，相传蔺相如在长街和廉颇的车马相对，为将相和好，蔺相如将他所乘车进入回车巷，然后向南绕道而行，从此巷走出，人称“回车巷”或“出车巷”。在回车巷的右侧，有一座关帝庙，庙前广场很大，每逢阴历初一、十五，祈福的香客络绎不绝，1949年以后当地政府以破除迷信为由，将其拆除。从回车巷往北二十米路西，又是一家老字号名称“二和协”，该店是专门经营酱菜之类的，老掌柜韩福禄选料考究，做工精细，该店被人称为邯郸的“六必居”，当时周围的三五里之外的人进城，必去“二和协”买酱菜。其他老字号酒楼例如“万宾楼”、“又一村”、“天盛店”等，都是该店特供主顾。距南门三百米路西，有一条小巷，在小巷西头有一口直径两米的大水井，故名大井巷，城里人都称大井过道。从老城南门到西门，聚集了“万春堂”、“若瑟医院”、“玉章诊所”三家药店和医院，特别是万春堂的掌柜，又著名中医士姚襄廷坐诊，冀南一带疟疾肆虐，万春堂研制的疟疾丸，五日服十五丸即病愈，救了不少人。在老城内还有类似其他的老字号、老店铺，例如：垄断邯郸烟草市场的“宝记英美烟草公司”；闻名城里的“元生恒”银号等。快到今人民路时，在街道的东边是慈溪太后驻跸邯郸市，修建的邯郸行宫，街道西边是清末修建的邯山书院。
北街里从南往北以此分布了清真寺、蔺相如府、廉颇将军府、张国彦宗庙、王琴堂故居、河北银行旧址、南亭、戏楼等，出了北门就是历史上邯郸学步的学步桥，桥北越过沁河，就是玉皇阁。

## 遗址

### 回车巷
回车巷位于邯郸内城南门里路西，为东西走向，宽2.3米，为古代一车之距，巷深约300余米，出巷往西便是今陵西大街。史载秦国遣使入赵，愿以十五城换取赵国的和氏璧，蔺相如奉赵王旨意携带和氏璧入秦，在大殿之上当面揭穿了秦昭襄王的阴谋，并施巧计完璧归赵，为赵国立下大功，被赵王封为上卿，居大将廉颇之上。廉颇听说后不服，并扬言道见面时总要给他难堪。有一天，二人在途中相遇，因道路狭窄无法相让，蔺相如为顾全国家大局，便主动退入小巷，请廉颇先行。廉颇得意洋洋的从大道走过，后来廉颇明白了蔺相如让他的道理，背着荆条到相府门前负荆请罪，二人从此将相和好，同心协力，共卫赵国。
明万历十二年（1592年），时任邯郸知县肃察曾在巷墙上镶“蔺相如回车巷”石刻。石刻宽0.97米，高0.49米。民国二十八年（1939年），杨肇基编纂《邯郸县志》也记载回车巷在今南门里附近。1957年，因修建民房，工人们将石刻取下镶在水泥座内，毁于文革中。1981年，市政府在原墙镶石刻处修建一座碑坊。牌坊背靠西墙，双檐青瓦，石柱擎顶，青石为基，高4.5米，宽2.3米，进深0.55米，基宽0.75米。坊内置放回车巷纪念碑，碑高1.63米，宽1.1米，厚0.27米。碑坊上原河北省省长李尔重题字“蔺相如回车巷”六字，刻在两檐之间上面墙面上的石刻横额。并且在回车巷对面修建了回车巷文化广场，供市民休闲娱乐。

### 慈禧行宫

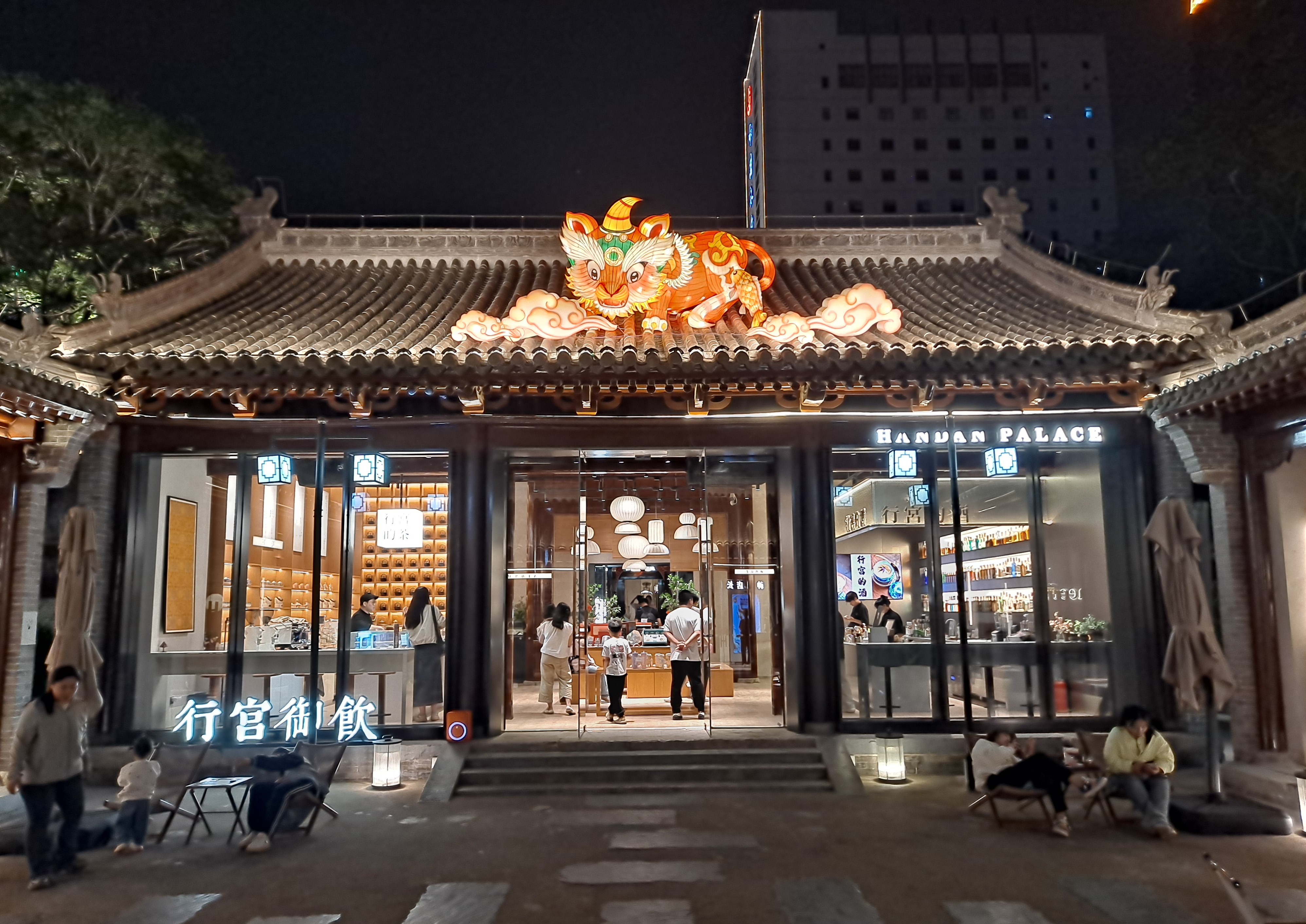
邯郸行宫

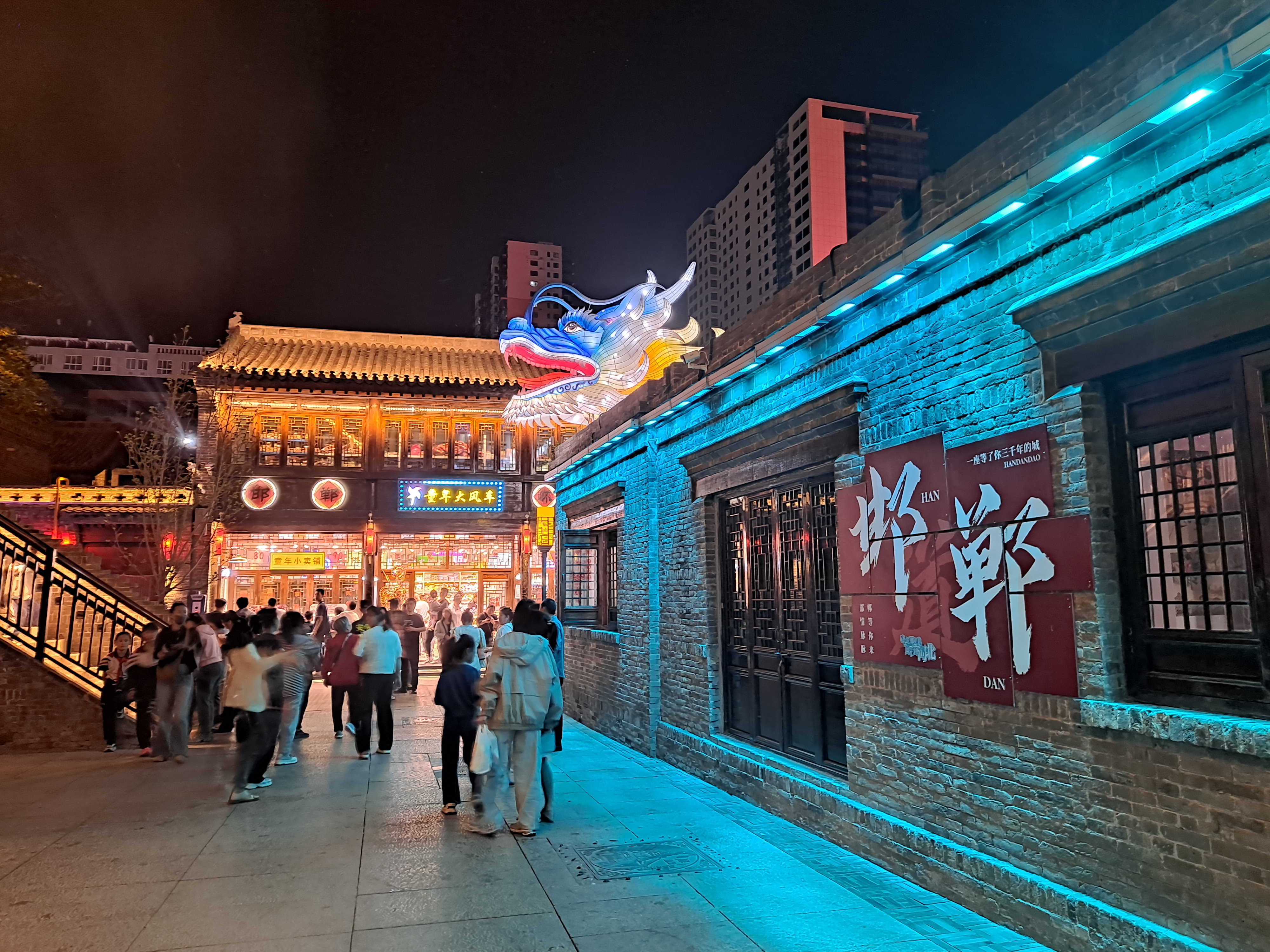
2025年的邯郸道

慈禧行宫建于清光绪二十七年（1901年），在原邯郸专署院内北侧。当八国联军攻占北京后，慈禧带着光绪帝逃到西安，次年订《辛丑条约》后回銮，此为沿途所建行宫之一。原有南北两院，现存北院一大殿及两配殿，大殿坐北朝南悬山顶，面宽13.10米，进深9.05米，高8.7米，为七架梁前后廊式的砖木结构布瓦顶建筑，其它均被改建为民房。

### 邯山书院
邯山书院始建于清乾隆十年（1745年），为邯郸县旧时最高学府，是邯郸创办的第一所新式学校。旧志和碑文有许多记载。邯山书院院内藏石碑有十几块，立于书院内，后因战火和盗窃流散各地，目前已收集到6块，立于丛台公园内的邯郸碑林。书院内西屋为正房，是一座两层小楼，南北厢房为一层。房子现多为陈旧，但是在也不乏是雕梁画栋。

### 张国彦宗庙
张国彦宗庙为纪念明代万历朝兵部刑部尚书张国彦，其后人所修建的一座家族宗庙。张国彦出身显赫是明朝邯郸城内名门望族，官至兵部尚书，后人念其功绩卓著，为其立碑树撰，修建宗祠，既是对一代名臣的纪念。

### 王铭鼎故居
王铭鼎故居建于1918年，分东院和西院，现存较为完整。解放后曾做“邯郸行署”和“邯郸行署招待所”。2011年3月31日，邯郸市人民政府公布为全市第一批历史建筑之一。

### 观音阁
观音阁历史悠久，前身是战国时期的烽火台，隋唐时期，始具规模，千百年来，香火不断，历久不衰，文革期间被红卫兵捣毁。串城街项目启动后，准备重修观音阁。

### 朱家巷
据《史记·第六卷·秦始皇本纪》记载，秦始皇于秦昭王四十八年正月生于邯郸。经有关专家考证，秦始皇出生的确切地点，在当时赵都邯郸的廓城（大北城）温明殿遗址和丛台以南，今城内中街以东，丛台公园西南的朱家巷一带，即今城内中街朱家巷。

### 学步桥
学步桥位于北门之外，横跨沁河之上，为古城南北交通要冲，当时是跨越沁河南北的唯一桥梁，称“三辅锁钥”，为赵都一大景观。明万历四十五年（1617年）改建为石拱桥。学步桥名字的来源于《庄子·秋水》篇里记载的“邯郸学步”典故，1995年被邯郸市公布为第一批市级文物保护单位。

## 文学作品
马致远，《邯郸道道省悟黃粱夢》。